# Schoenobiblus panamensis
Schoenobiblus panamensis är en tibastväxtart som beskrevs av Standley och L. O. Williams. Schoenobiblus panamensis ingår i släktet Schoenobiblus och familjen tibastväxter. Inga underarter finns listade i Catalogue of Life.